# Franc-maçonnerie à Strasbourg
La franc-maçonnerie à Strasbourg est d'implantation ancienne, elle est l'un des centres de l'humanisme rhénan. Elle s'appuie sur l'héritage de la « maçonnerie opérative », présente à Strasbourg dès le XIIIe siècle sous forme de loges appelées Hütten de compagnons tailleurs de pierre, les Steinmetzen. En atteste le Livre des frères comportant les ordonnances et règles de la loge de Strasbourg datant de 1563. À la suite de l'achèvement de la cathédrale de Strasbourg et des troubles engendrés par la guerre de Trente Ans, d'« opérative », la maçonnerie strasbourgeoise devient de plus en plus « spéculative » : on parle de Briefmaurer (maçons de diplôme) face aux Grüssmaurer (maçons de salut). Le rattachement de Strasbourg à la France en 1681 accélère cet état de choses et la loge-mère de Strasbourg perd son rôle dirigeant sur les autres guildes rhénanes dès 1707.

## Histoire de la franc-maçonnerie strasbourgeoise

### XVIIIesiècle
La franc-maçonnerie, solidement implantée en Angleterre au début du XVIIIe siècle, se développe en France avec les premières loges parisiennes vers 1726. Le décret royal de 1731 relatif à Strasbourg et interdisant les réunions compagnonniques, les maçons opératifs strasbourgeois glissent vers la clandestinité et trouvent accueil dans les loges « spéculatives » fonctionnant sur le modèle des loges parisiennes. Dès le début du XVIIIe siècle, se mettent en place une multitude de loges maçonniques à Strasbourg.
On peut noter : la loge « La Candeur », « la Grande Loge Écossaise », « la loge Saint-Louis d'Alsace » (fondée en 1760),  les loges « La Modestie » (fondée en 1763), « L'Amitié » (fondée en 1764), « La triple Union de Sainte-Cécile » (fondée en 1765) et de nombreuses autres loges, ainsi que la présence d'une branche des Illuminés de Bavière ou Illuminatenorden.
Le maire de Strasbourg, le baron Philippe-Frédéric de Dietrich (1748-1793) est un franc-maçon qui fait partie des « Illuminés de Bavière » et son pseudonyme est « Omarius ».  Il est également un franc-maçon appartenant à la Loge « La Candeur », une loge de la Stricte Observance du Directoire écossais de Bourgogne. C'est dans son salon que le jeune capitaine du génie en garnison à Strasbourg Claude Joseph Rouget de Lisle (1760-1836), lui-même franc-maçon appartenant à la loge « Les Frères discrets » (orient de Charleville), interprète pour la première fois La Marseillaise le 26 avril 1792 accompagné par le maire Philippe-Frédéric de Dietrich, excellent chanteur. C'est en effet le baron Philippe-Frédéric de Dietrich qui avait demandé le 25 avril 1792 à Claude-Joseph Rouget de Lisle de composer un chant militaire pour l'armée du Rhin, à la suite de la déclaration de guerre à l'Autriche du 20 avril 1792.
Le général français Jean-Baptiste Kléber (1753-1800), natif de Strasbourg, fonde après le retour en France de Napoléon, la loge Isis à Alexandrie, dont il est vénérable maître. Toutefois, après sa mort, la loge avait disparu.

### Le séjour à Strasbourg de Joseph Balsamo
Joseph Balsamo dit Cagliostro fonde et préside dès 1780 une loge maçonnique « égyptienne » à Strasbourg, sous la protection et lettres patentes du cardinal de Rohan, prince-évêque de Strasbourg. 

### LeXIXesiècle
L'historien Pierre Mollier nous dit qu'« en 1805, la loge parisienne des francs-chevaliers se transporte à Strasbourg pour y tenir une loge d'adoption le 15 septembre. Sa présidente, en qualité de grande maîtresse, est la baronne de Dietrich. Lors de cette tenue, elle a l'honneur d'accueillir l'impératrice Joséphine et d'initier en sa présence ses dames d'honneur ». Le baronne de Dietrich était l'épouse du maire de Strasbourg, Philippe-Frédéric de Dietrich, lui-même franc-maçon.
Une ancienne loge maçonnique située au 21, avenue de la Liberté était fréquentée par le Kronprinz Guillaume de Hohenzollern, fils de l'empereur Guillaume II d'Allemagne.

### DuXXesiècleauXXIesiècle
Quelques loges maçonniques strasbourgeoises :
- La loge des Cœurs fidèles est une loge maçonnique strasbourgeoise active entre 1820 et 1841, elle appartenait au Grand Orient de France et travaillait au Rite écossais ancien et accepté.
- La loge des Frères réunis de Strasbourg[12], constituée en 1811.
- La loge Rouget-de-L'Isle, rue du Maréchal-Joffre (de la GLMF).
- La loge Nouvelle Concorde, de la Grande Loge mixte de France, rue du Maréchal-Joffre.
- La loge de la Vraie Fraternité, constituée en 1803.
- La loge René Hirschler du B'nai B'rith créée en 1977[13].
- La loge Emmanuel Levinas, constituée en 2001.

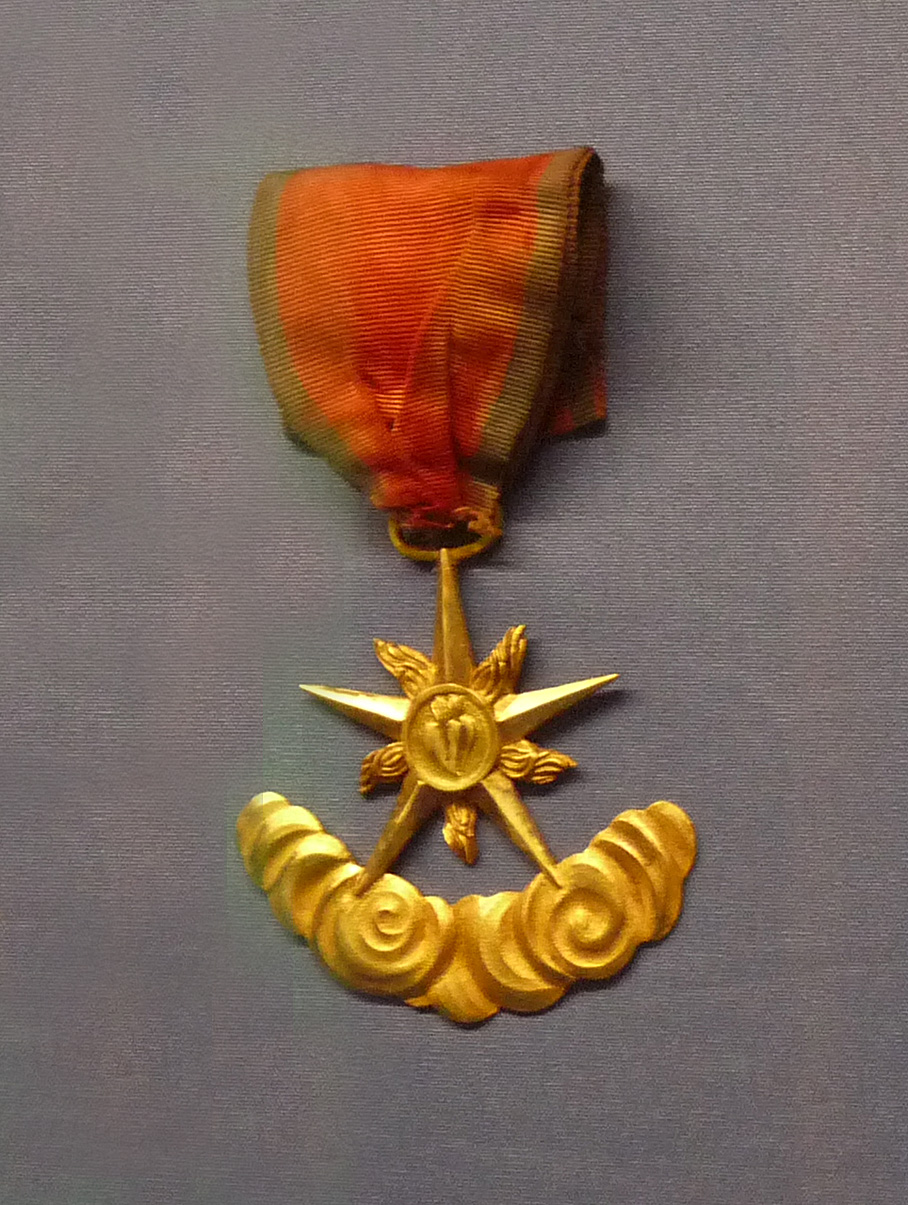
Bijou de la loge des Cœurs Fidèles
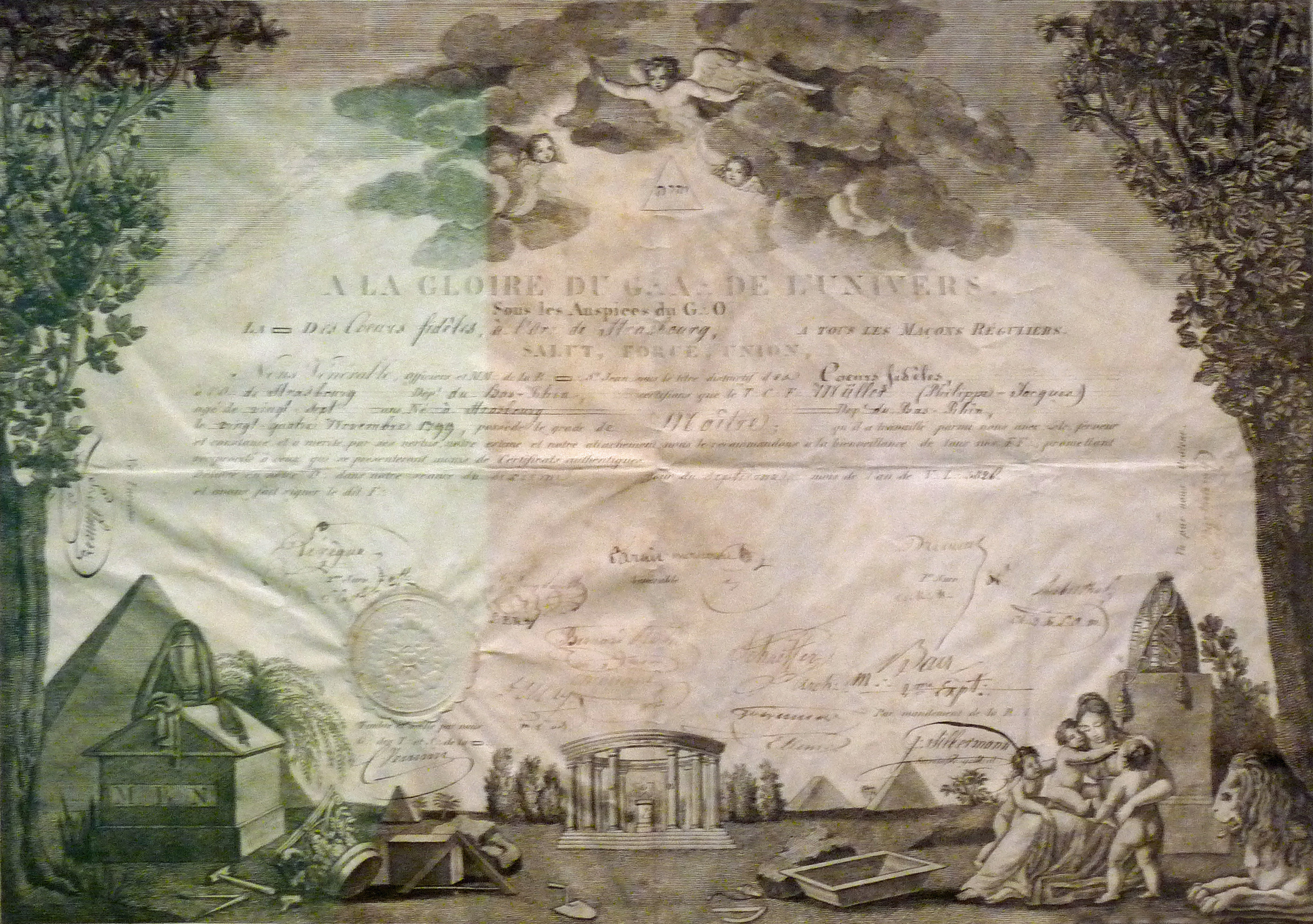
Certificat de maître délivré en 1826 par Les Cœurs Fidèles à Philippe Jacques Müller, âgé de 27 ans, né à Strasbourg en 1799
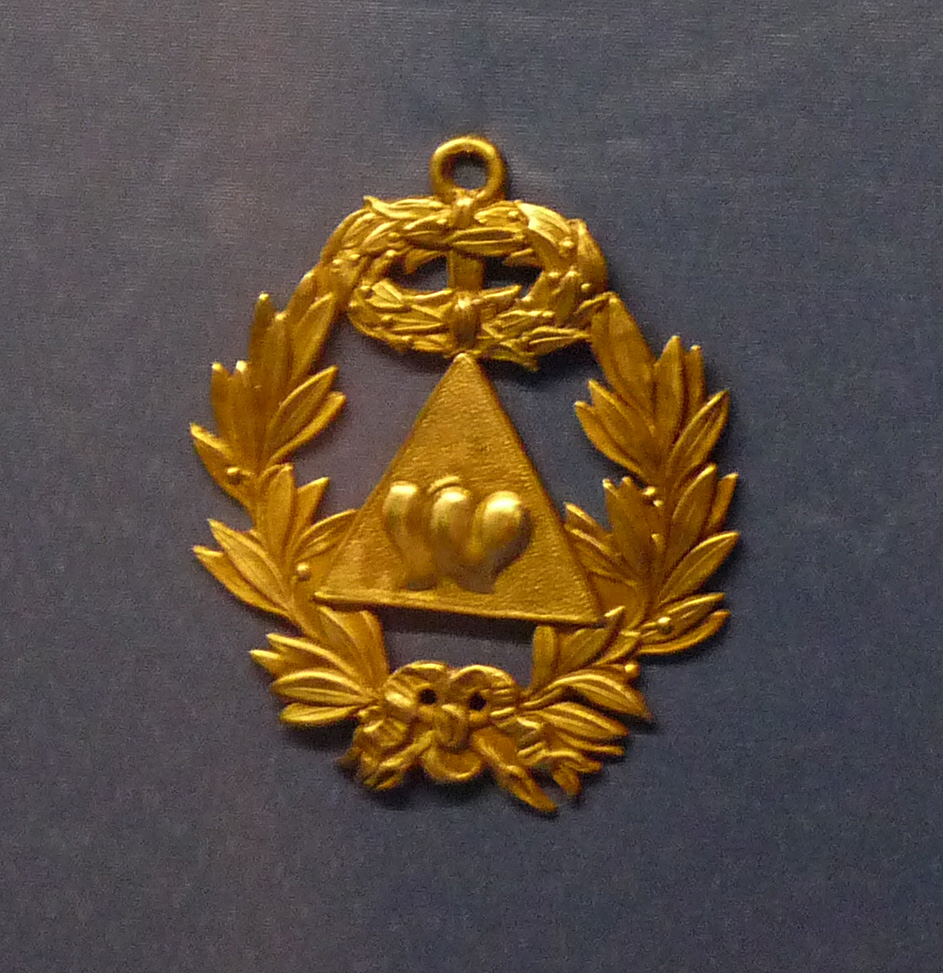
Bijou de la Vraie Fraternité
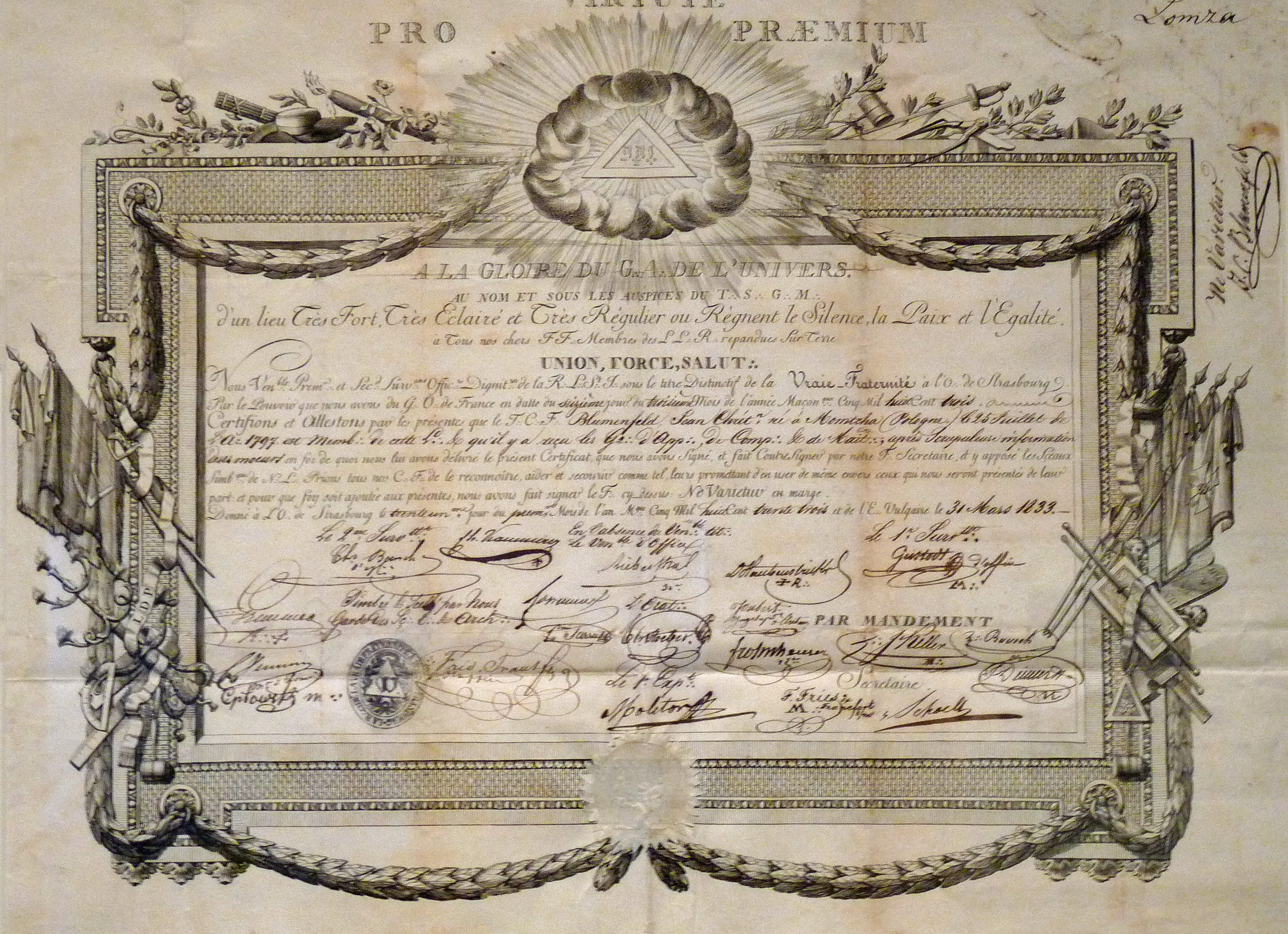
Certificat de maître délivré en 1833 par La Vraie Fraternité à Jean Chrétien Blumenfeld
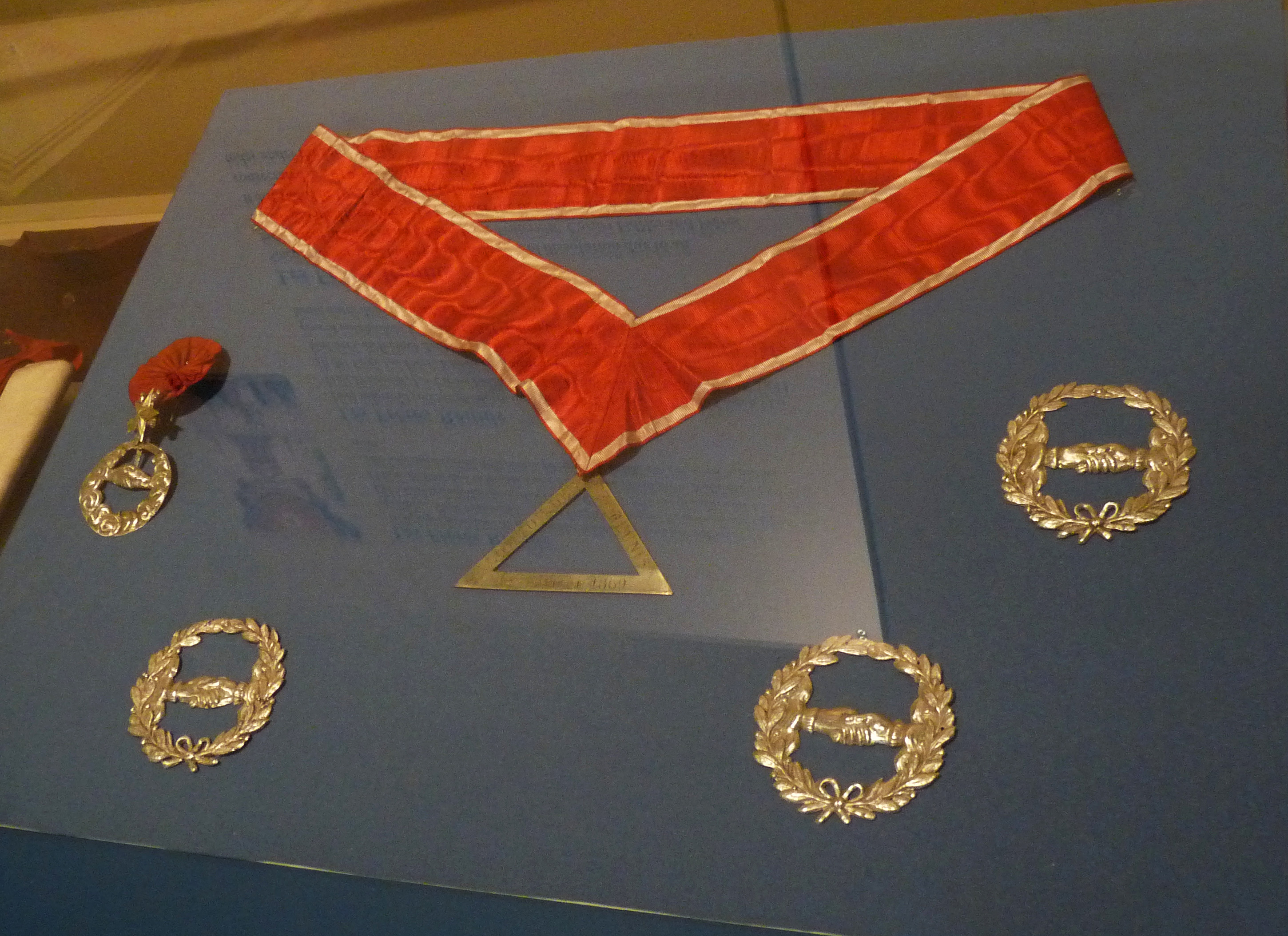
Bijoux de la loge des Frères Réunis
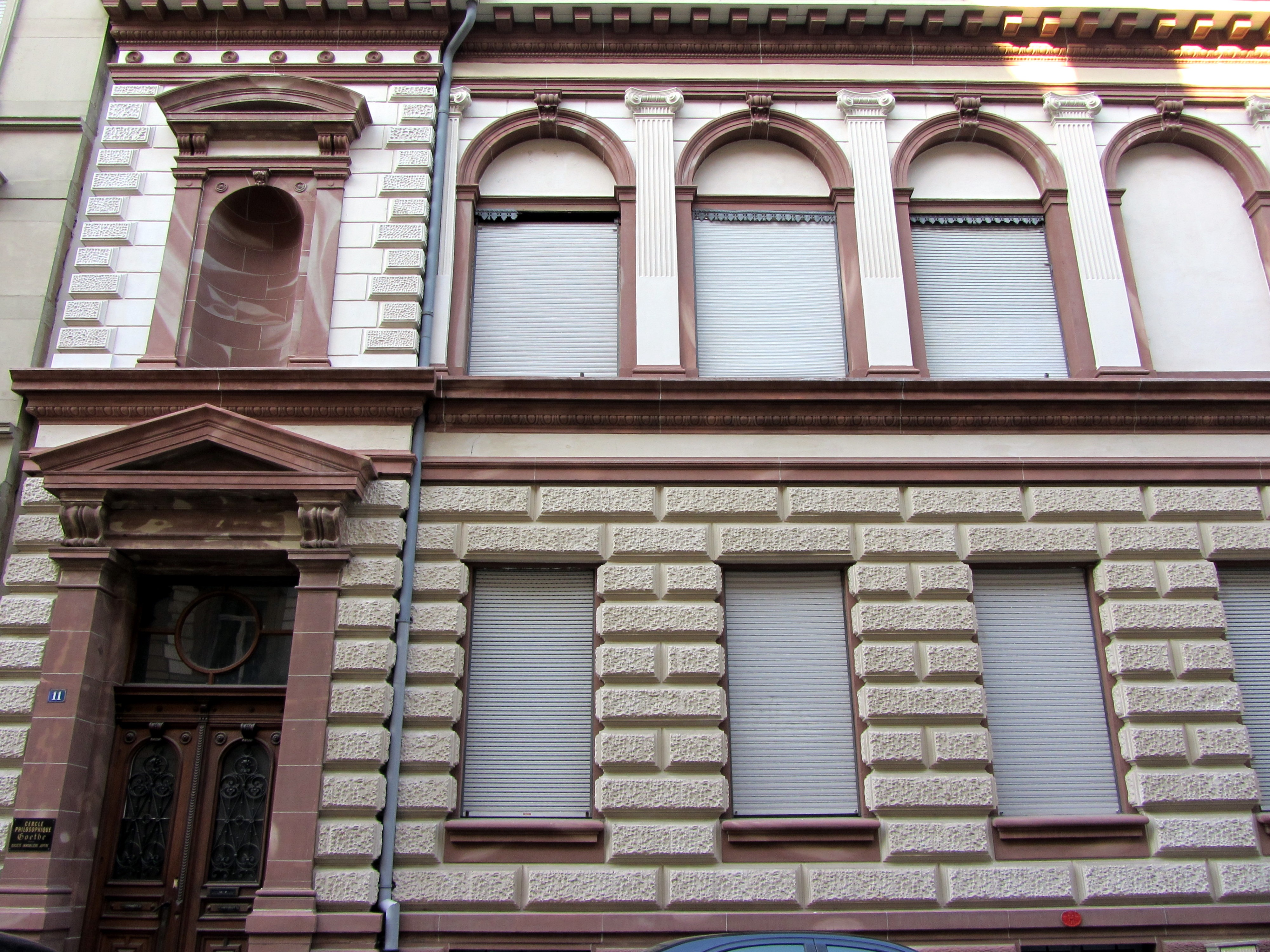
Loge des Frères Réunis, rue Joffre (bâtiment inscrit aux Monuments historiques)